# Wipławki
Wipławki [vʲiˈpwafkʲi] (tiếng Đức: Wieplack)  là một ngôi làng thuộc khu hành chính của Gmina Bartoszyce, thuộc huyện Bartoszycki, Warmińsko-Mazurskie, ở phía bắc Ba Lan, gần biên giới với tỉnh Kaliningrad của Nga. Nó nằm khoảng 5 kilômét (3 mi)   phía bắc Bartoszyce và 60 km (37 mi) phía bắc thủ đô khu vực Olsztyn.
Làng có dân số 70.